# Zoltan Ivansuc
Zoltan Ivansuc (n. 12 august 1938 - d. 27 ianuarie 1982) a fost un fotbalist român, remarcat în România pentru activitatea sa la echipa U Cluj. 
Aproape un deceniu, Clujul a fost fermecat de talentul numărului 7 din echipa Universității. Cronicarii vremii l-au numit ultimul romantic al gazonului. Driblingurile, fentele și viteza sa de reacție i-au subjugat pe suporterii Universității Cluj. Cel mai bun prieten al lui Zoli, poetul Negoiță Irimie, l-a numit „Hamlet al gazonului verde”, iar fostul său antrenor, Constantin Teașcă, l-a catalogat drept „foarte mare fotbalist, căruia nu-i place fotbalul!”. Zoltan Ivansuc, legenda Universității născută în potcoava de pe malul Someșului, a fascinat Clujul fotbalistic. 
În toamna lui 1959, la doar 21 de ani, Ivansuc a fost atras de mirajul boemiei studențești din sânul lui "U" și s-a transferat de la Reșița la Cluj. „Zoli se întâlnea mereu la loturile naționale de tineret cu Mateianu, Petru Emil și Felician Mureșan, cei trei clujeni care-i povesteau despre atmosfera din echipa universitară. A fost atras ca un magnet de vocala U, n-a rezistat tentației, la fel ca mulți alții. Așa a ajuns Ivansuc să-și dorească să vină la Cluj, în plus existând și dorinta de a urma Facultatea de Medicină”, povestește Remus Câmpeanu, fostul său coechipier. Cei doi au locuit împreună șase ani într-o casă cu trei camere, pusă la dispoziție de clubul universitar.

## Prieten cu „tribuniștii” clujeni
Înconjurat mereu de prieteni din cercurile intelectuale, scriitori, ziariști, poeți și actori, personalitate complexă, Ivansuc a fost un mister în vestiarul "studenților". „La Zoli, când intra pe teren, totul era o chestie de dispoziție. Dacă avea chef să joace fotbal, reușea lucruri neînțelese pentru adversari. Nu a jignit pe nimeni vreodată în vestiar, dar nici nu-i plăcea să iasă în față. Era de o modestie rar întâlnită. Venea lumea la el acasă la un șpriț, la o poveste înainte de meciuri. Nu refuza pe nimeni, se așeza în pat, cu o carte în mână, îi asculta pe toți și intervenea în discuție doar când avea ceva de completat”, a povestit Câmpeanu. 
Calitățile sale fizice, driblingurile și fentele cu care-și năucea adversarii au făcut ca suporterii să-l idolatrizeze. "Zoli a devenit un simbol la Cluj. Lumea se bulucea la antrenamente doar să-l vadă pe Ivansuc cum șutează sau face un dribling în plus. Pe stradă, era recunoscut de toți, care țineau să-l salute, iar la Conti era stăpânul salonului, locul unde putea mânca șnițelul său preferat și putea să bea un pahar de vin", a rememorat Câmpeanu. 
Cum redacția revistei culturale Tribuna era chiar peste drum de Continental, Ivansuc s-a împrietenit cu Irimie Negoiță, Dumitru Radu Popescu sau criticul Radu Enescu. Doctorul Mircea Luca, unul dintre cei mai respectați foști președinți ai Universității Cluj, l-a caracterizat si el pe Ivansuc. „Nu l-am înteles niciodată. Mi-a fost greu să discut cu el, mereu după ce reușea un meci mare se închidea în el, rămânea pierdut și cu gânduri aiurea. Dar a fost, poate, cel mai talentat jucător al Universității”, a spus doctorul Luca. 

## Conflictul cu Teașcă l-a ruinat
Un singur meci a pierdut Ivansuc. Cu regele Bacchus, care l-a biruit la 44 ani, într-o zi rece de ianuarie. Fosta lui soție, Ruxandra Popescu, de care a divorțat în 1975, având împreună o fată, Barbara Ivansuc, a susținut că a doua "domnie" al lui Constantin Teașcă pe banca lui "U" a însemnat sfârșitul carierei lui Ivansuc. "În 1963, când Teașcă a plecat de la Cluj, nu a putut sa câștige războiul cu jucătorii cu personalitate din echipă, printre care și Zoli. Apoi, când a revenit în 1967, într-o zi i-a transmis clar lui Ivansuc: „Atunci, am plecat eu. Acum, e rândul tău să pleci.” „Zoli a venit extrem de supărat acasă. Nu cred că a vorbit toată ziua”, a afirmat doamna Popescu. 
Motivul i s-a ivit imediat lui Teașcă. „Eram în drum spre Astoria, unde era cantonamentul, în mașină. Un troleibuz nu ne-a observat și a intrat în spatele nostru. Până a venit Poliția și a făcut cercetări, Zoli a întârziat în cantonament. Teașcă l-a dat atunci afară de la echipă. A suferit foarte mult din cauza asta”, a susținut fosta lui soție. A început să practice meseria de doctor la Combinatul din Câmpia Turzii, iar apoi a renunțat. Tristețea l-a învăluit și l-a aruncat în brațele băuturii. A murit singur. Așa cum a fost toată viața, chiar și atunci când, la un pahar de vin, era înconjurat de zeci de amici. Carte de vizită

## Zoli Ivansuc
A jucat la Electromotor Timișoara (1952-1956), Metalul Reșița (1957-1959) și Universitatea Cluj (1959-1967)
A câștigat în 1965 Cupa României cu Universitatea Cluj
185 de meciuri în Divizia A / 41 de goluri înscrise
3 selecții în echipa națională

## Un gol cât un trofeu
Golul reușit de Zoli Ivansuc în finala Cupei României cu Dinamo Pitești (2-1), disputată în 1965 pe stadionul Republicii din București, a adus practic unicul trofeu în vitrina Universității Cluj. Suporterii i-au așteptat cu bannere pe aeroportul din Cluj. „N-am să uit niciodată golul ăsta. Și acum îmi vine faza în minte. Eram acasă la Sibiu și mă uitam la televizor. Am vazut că portarul Mogut a degajat mingea, Zoli era cu spatele undeva la mijlocul terenului. A preluat mingea, a dat-o peste cap și apoi a tras un șut cum n-am mai văzut niciodată în viața mea! Stadionul era în picioare. Așa era Zoli, marca din situații și unghiuri inexplicabile, chiar imposibile”, a rememorat Ruxandra Popescu, fosta lui soție. 

## A refuzat peReal Madrid!
După câștigarea Cupei României în 1965, "U" Cluj a jucat în Cupa Cupelor cu Atletico Madrid, fiind eliminată de spanioli. În returul de la Madrid, Ivansuc a fost abordat de impresarul lui Real Madrid, Wogl, care a venit special pentru a-l convinge să rămână în Spania. „A discutat în holul hotelului cu el vreo două ore, dar n-a reușit să-l convingă. Zoli a venit la mine și mi-a zis că nu pleacă nicăieri, pentru el sânt mai importante Medicina și Clujul decât orice altceva. Am rămas stupefiat”, a povestit Câmpeanu. Fosta sa soție, Ruxandra Popescu, a confirmat interesul Realului. "După ce a venit acasă, mi-a povestit că spaniolii erau interesați să-l aibă în echipă. Mai era și un club din Belgia, dar el nici nu a vrut să audă de plecare. Poate acum era în viață, dacă pleca în străinătate", își amintește, cu lacrimi în ochi, doamna Popescu. 
1.000 de spectatori asistau la antrenamentele Universității doar pentru a urmări mișcările, fentele și șuturile lui Zoli Ivansuc.